# Camponotus patimae
Camponotus patimae é uma espécie de inseto do gênero Camponotus, pertencente à família Formicidae.